# Подружка (мультфильм)
«Подружка» — мультипликационный фильм по мотивам американской народной сказки режиссёра Елены Гаврилко.
В фильме использованы фрагменты музыки Пола Винтера.

## Сюжет
Печальный старик, подкурив сигарету от камина, достаёт пожелтевший снимок, где изображено несколько молодых парней. Эта фотография была снята, когда он работал на пароходе, и теперь, погрузившись в грустные воспоминания, он понял, что никого нет рядом с ним, а его соседи — чайка и бык. Пригорюнившись, взял он яблоко, червяков, удочку и пошёл рыбачить. Сидел долго-долго, пока не появилась рыбина, но она не захотела приманку, а очень обрадовалась яблоку и начала с ним играться. Понял мужчина, что на крючок нужно насадить яблоко. Так и сделав, он поймал огромную рыбу и выпустил в бочку возле дома. Насобирав побольше фруктов, принес старик новой подруге, а она, обрадовавшись, начала жонглировать. Теперь отшельник принялся готовить яичницу для рыбы, которую она с удовольствием съела. С этих пор старик занимается её воспитанием: учит готовить, дрова колоть, зарядкой заниматься, огород копать, печь топить. Совсем подросла рыбёшка, теперь она сама кушает и ползает за товарищем, старается взяться за любое дело, а самое главное живёт не в бочке, а дома у старика. Вечерами они вместе ложатся спать, а подружка помогает ему разуваться и мостится в ногах как кот. С каждым днем все больше и больше, умнее и умнее становится рыба, а время очень быстро идет. Решив поразвлечь свою подружку, старик берет её с собой на причал порыбачить. Во время ловли мимо друзей проплывает лайнер «Сьюзи», и старик отвлекается на свои мысли из прошлого. В этот момент, забывшая как нужно плавать рыба падает в воду, когда старик её обнаруживает, становится поздно — её уже нет в живых. Погоревав, отшельник хоронит её под яблоней и продолжает свою одинокую жизнь.

## Создатели
| автор сценария                  | Александр Костинский |
| кинорежиссёр и аниматор         | Елена Гаврилко |
| художник-постановщик и аниматор | Юрий Батанин |
| художники:                      | Анна Чистова, Сергей Глаголев, Е. Старикова, Ирина Собянина, Любовь Горелова, Е. Исайкина, А. Позин, Вероника Ахметова, Л. Воробьёв |
| ассистент режиссёра             | Т. Холостова |
| монтажёр                        | Татьяна Смирнова |
| оператор                        | Михаил Друян |
| звукооператор                   | Владимир Кутузов |
| редактор                        | Татьяна Папорова |
| директор съёмочной группы       | Нина Сучкова |

## Призы и награды
- 1991 — Гран-при на международном фестивале «Крок» в Киеве.